# Schwesternmord

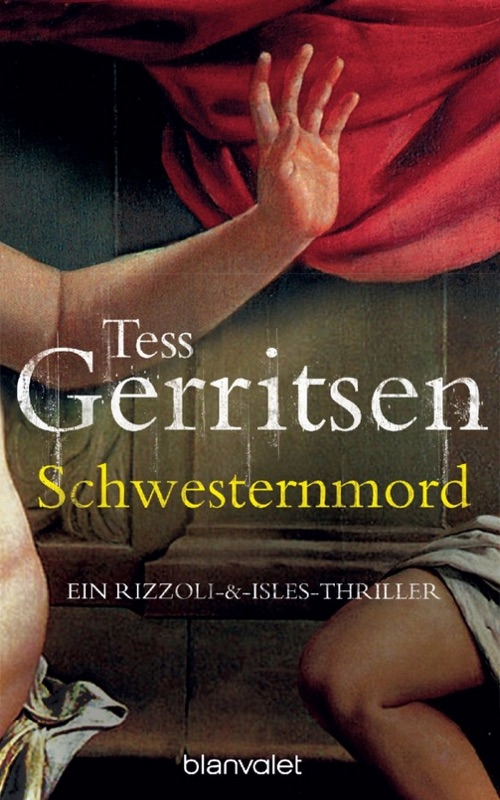
Schwesternmord

Schwesternmord (engl.: Body Double) ist ein 2004 erschienener Roman aus dem Genre Medical Thriller der US-amerikanischen Schriftstellerin Tess Gerritsen.
Schwesternmord gehört zur Jane-Rizzoli-Serie, in der die gleichnamige Detektivin der Bostoner Mordkommission ein an Scheußlichkeit kaum zu überbietende Verbrechen aufzuklären hat. Tess Gerritsen, selbst Mutter zweier Söhne, setzt sich in Schwesternmord ausführlich mit dem Thema Schwangerschaft auseinander, das für die Handlung von zentraler Bedeutung ist.

## Handlung
Die Gerichtsmedizinerin Dr. Maura Isles wird bei der Rückkehr von einer Dienstreise mit der schockierenden Tatsache konfrontiert, dass unmittelbar vor ihrer Wohnung eine nahezu perfekte Doppelgängerin erschossen wurde. Galt der Mordanschlag ihr selbst? Isles, die von frühester Kindheit an bei Adoptiveltern aufwuchs, beginnt ihre eigene Vergangenheit zu erforschen. Der Verdacht, dass es sich bei der Ermordeten um ihre Zwillingsschwester handelt, verdichtet sich.
Aus Neugier besucht Maura Isles das abseits gelegene Haus ihrer verstorbenen Schwester. Bei Ausschachtungsarbeiten werden zur gleichen Zeit in der unmittelbaren Nachbarschaft skelettierte Leichen gefunden. Im Keller des Hauses wird eine sargähnliche Kiste ausgegraben, die mit einem Belüftungsrohr versehen ist. Die Bostoner Mordkommission unter Leitung der hochschwangeren Jane Rizzoli schaltet sich ein. Erste Ermittlungen ergeben, dass in diesem Haus 45 Jahre zuvor die leibliche Mutter Isles gewohnt hatte. Diese verbüßt wegen eines brutalen Doppelmordes seit vier Jahren eine lebenslange Haftstrafe.
Durch die Auswertung ungeklärter Todesfälle arbeiten die Beamten ein erschreckendes Muster aus den statistischen Daten heraus: Seit über 40 Jahren verschwinden in ganz Nordamerika Monat für Monat hochschwangere Frauen spurlos. Als Täter kommen nur Isles Eltern Amalthea und Elijah Lank in Frage, die seit Jahrzehnten rast- und ruhelos durchs Land ziehen. Sie entführten Frauen, die kurz vor der Niederkunft standen, und sperrten sie bis zur Geburt in eine unterirdische Kiste ein. Mit dem Verkauf der Kinder an adoptionswillige Paare finanzierten sie ihren Lebensunterhalt, die Mütter wurden ermordet und vergraben.
Da Isles Mutter im Gefängnis sitzt, konzentriert sich die Suche der Polizei auf den Vater Elijah Lank, der als Jugendlicher seine kriminelle Laufbahn mit dem Vergraben einer lebendigen Katze begann und anschließend eine Mitschülerin in einem Erdloch gefangen hielt. Es stellt sich heraus, dass der Vater bereits seit Jahren tot ist, sein Platz jedoch von seinem Sohn Samuel eingenommen wurde. Doch die Mordserie hielt bis in die Gegenwart an. Letztlich wird Samuel von seinem letzten Opfer getötet, dass sich schließlich befreien und ein Kind zur Welt bringen kann.